# Testosteron
Testosteron (das „Hodenhormon“) ist ein Sexualhormon (Androgen). Es kommt zwar bei Mensch und Tier bei beiden Geschlechtern vor, unterscheidet sich aber in Konzentration und Wirkungsweise.
Wie bei allen Androgenen besteht das Grundgerüst des Testosterons aus Androstan (19 C-Atome). Die Vorläufer des Testosterons sind die Gestagene (21 C-Atome) bzw. Dehydroepiandrosterone (DHEA). Testosteron ist ein Kofferwort, das von testis (Hoden) und Steroid abgeleitet ist.
Adolf Butenandt versuchte 1930 männliches Sexualhormon aus Stierhodenextrakten und später aus Männerharn zu isolieren, was ihm für Androsteron gemeinsam mit Kurt Tscherning 1931 gelang. Butenandt vermutete anhand seiner Analysen bereits die richtige Strukturformel für Testosteron, dessen Teilsynthese aus Cholesterol 1934 Leopold Ružička in Zürich gelang. Entdeckt und als Testosteron bezeichnet hatte es dann erstmals 1935 Ernst Laqueur, der dieses Steroidhormon aus Stierhoden isolierte.
Bei Männern wird Testosteron zum größten Teil unter dem Einfluss des Luteinisierenden Hormons (LH) in den Leydigschen Zwischenzellen im Hoden produziert. Die Nebennierenrinde bildet zwar kleine Mengen anderer Androgene, jedoch nur in sehr geringem Maße Testosteron.
Bei Frauen produzieren die Eierstöcke und die Nebennierenrinde geringe Mengen an Testosteron. In der Biosynthese des Organismus ist das Cholesterol der Präkursor (Vorstufe) bzw. das Progesteron ein Zwischenprodukt für die Testosteronsynthese.
Das Gesamttestosteron besteht zu 40 bis 50 % aus bioaktivem, d. h. Albumin-gebundenem, Testosteron wie auch SHBG-gebundenem Testosteron (50 bis 60 %) und freiem Testosteron (1 bis 2 %).

## Funktion

### Physische Wirkungen
Testosteron bewirkt die Entstehung des männlichen Phänotyps, ist für das Wachstum (insbesondere den Aufbau von Muskelmasse und Fettspeicher) mit verantwortlich und sorgt für die Spermienproduktion.
Testosteron wird, an ein Protein gebunden, über das Blut auch zu vielen anderen Zielorganen transportiert, die Rezeptoren für dieses Hormon haben. Das Transportprotein heißt Sexualhormon-bindendes Globulin (SHBG).
Im Körper wird ein Teil des Testosterons in den Zielzellen durch das Enzym Steroid-5α-Reduktase (SRD5) zu dem biologisch noch aktiveren Dihydrotestosteron (DHT) metabolisiert.
Über eine negative biologische Rückkopplung (Feedback) hemmt Testosteron in der Hirnanhangsdrüse die Sekretion von Luteinisierendem Hormon (LH) und im Hypothalamus die des Gonadoliberins, welches auch Gonadotropin-releasing-Hormon (GnRH) genannt wird.
Testosteron wird über das Androgenbindungsprotein (ABP) der Sertoli-Zellen zu den Samenkanälchen transportiert. Hier bewirkt es die Reifung der Spermatiden zu Spermien (siehe auch Hodenfunktion). Darüber hinaus bewirkt Testosteron bei männlichen Individuen in der Pubertät die Entwicklung des Penis, des Hodensacks, der akzessorischen Geschlechtsdrüsen sowie der sekundären Geschlechtsmerkmale und sorgt bei Erwachsenen für die Aufrechterhaltung dieser Merkmale.
Außerhalb der Geschlechtsorgane fördert das Hormon das Wachstum der Körperbehaarung und der Barthaare (aber nicht der Kopfhauptbehaarung; siehe auch Haarausfall) und besitzt eine anabole, das heißt muskelaufbauende, Wirkung. Des Weiteren verstärkt Testosteron die Knorpel- und Knochenneubildung, ähnlich wie Thyroxin. Ein hoher Testosteronspiegel fördert das Entstehen bzw. die Steigerung sexuellen Verlangens (Libido) und generell Antrieb, Ausdauer und „Lebenslust“ sowie dominante Verhaltensweisen. Die Übertragung des aus Tierversuchen belegten Zusammenhangs zwischen hohem Testosteronspiegel und aggressivem Verhalten wird hingegen in neueren Untersuchungen angezweifelt. Schließlich kommt es durch Testosteronwirkung zu einer Vermehrung der roten Blutkörperchen (Erythrozyten) durch die Stimulation der Freisetzung von Erythropoetin in der Niere und die Aktivierung des Knochenmarks.
Künstliche Testosteronzufuhr bei Frauen kann zu einer Vermännlichung (Stimme, Muskulatur, Gesichtszüge, Behaarung) und Vergrößerung der Klitoris führen, welche sich nach Absetzen oft nicht mehr vollständig zurückbildet (abhängig von der Dauer, Höhe der Dosis und individueller Veranlagung).
Es besteht ein Zusammenhang zwischen Körpergewicht und Testosteronspiegel.
Dieser Zusammenhang wurde auch in einer 2008 durchgeführten Studie aufgezeigt, konnte jedoch danach nicht eindeutig bestätigt werden.
Dagegen ist eine negative Korrelation zwischen Body-Mass-Index (BMI) und Testosteronspiegel wiederholt beobachtet worden. Dabei hängt ein Anstieg des BMI um einen Punkt mit einer Verringerung des Testosteronspiegels um etwa 2 % zusammen.
Da Körpergewicht und Testosteronspiegel zusammenhängen, kann eine Testosteron-Therapie mit dem Ziel einer Erhöhung des Testosteronspiegels auch zur Reduktion des Körpergewichts führen. Selbiges wurde in einer 2013 durchgeführten Studie beobachtet, bei der sich das Körpergewicht von 95 % der Teilnehmer reduzierte. Über fünf Jahre nahmen die Probanden stetig um durchschnittlich 2,7 kg pro Jahr ab.
Testosteron steht auch in Zusammenhang mit Insulin, dem metabolischen Syndrom und somit Typ-2-Diabetes. So wurden bei Patienten mit Insulinresistenz erhöhte Konzentrationen von Leptin beobachtet, was die Bindung des luteinisierenden Hormons (LH) hemmt und damit die Testosteronproduktion verringert.
Auch Estradiol, ein Estrogen (Östrogen), steht mit der Konzentration von Testosteron im Zusammenhang, da Fettgewebe Estradiol zu Testosteron abbaut.
Weitere Hormone, wie Interleukin-6 oder Adiponektin, stehen ebenfalls im Zusammenhang mit der Konzentration von Testosteron im Organismus.

### Psychische Wirkungen
Als verhaltensbiologische Wirkungen bei Tieren wurden Imponierverhalten, Kampfverhalten, Balz sowie Begattungsdrang erforscht und beobachtet. Dies wurde u. a. durch Kastration (Gonadenentfernung) und anschließende Hormonzufuhr an Tieren (aggressive Hengste werden zu sanften, angepassten Wallachen) bewiesen.
Bei Menschen ist der Einfluss des Hormons auf das Verhalten weniger deutlich als bei Tieren. Eine systematische Übersichtsarbeit zur Beziehung zwischen Testosteron und antisozialem Verhalten ergab, dass ein hoher Testosteronspiegel zu einer beeinträchtigten Regulation emotionaler und motivationaler Prozesse, geringerer sozialer Sensibilität und starker Belohnungsmotivation führt. Ob sich das in antisozialem Verhalten äußert, hängt jedoch von einer Reihe sozialer und genetischer Faktoren ab. Eine Metaanalyse von insgesamt 45 Studien zum Verhältnis zwischen Testosteron und Aggressivität bei Menschen ergab hingegen einen schwachen, aber signifikanten positiven Zusammenhang zwischen Aggressivität und Testosteron. Zwei systematische Übersichtsarbeiten kamen zu dem Schluss, dass es nicht allein Testosteron ist, das aggressives Verhalten steigert, sondern das Verhältnis von Testosteron zu Cortisol. Ein hoher Testosteronspiegel gepaart mit einem niedrigen Cortisolspiegel sei besonders stark mit Aggressivität assoziiert. Eine Studie aus dem Jahr 2012 zeigte, dass subjektiv empfundene Wut mit erhöhtem Testosteron zusammenhing, nicht jedoch mit erhöhtem Cortisol.
Einzelne Untersuchungen kommen zu dem Ergebnis, dass Testosteron dissoziales Verhalten wie egozentrische Entscheidungen fördert und kognitive Empathie verringert. Andere Einzelstudien kamen zu umgekehrten Ergebnissen, so zum Beispiel, dass die Gabe von Testosteron die Tendenz zum Lügen bei Männern reduziert. Eine weitere Studie an Männern kam zu dem Resultat, dass exogenes Testosteron aggressives, anti-soziales Verhalten bei Verhandlungen signifikant erhöhen kann. Männer, denen Testosteron verabreicht wurde, behielten im Vergleich zur Placebo-Gruppe 27 % mehr Geld für sich in Verhandlungssituationen.
Eine Untersuchung zeigte, dass Testosteron bei Frauen dazu führte, dass die Versuchsteilnehmerinnen fairere Angebote in einem Verhandlungsexperiment machten. Die Forscher erklären diese Wirkung damit, dass das Hormon die Sensitivität für den Status erhöht, und vermuteten, dass in der sozial komplexen Umwelt des Menschen nicht Aggression, sondern pro-soziales Verhalten den Status sichert. Bei Frauen im mittleren Lebensalter gehen erhöhte Testosteronwerte mit einem höheren Risiko für eine Depression einher.

## Testosteronbiosynthese

Biosynthese der Steroidhormone

Der Ausgangsstoff für die Testosteronbiosynthese in den Leydig-Zellen ist Cholesterol (Cholesterin), welches über zwei verschiedene Wege verarbeitet werden kann. Den letzten Schritt, die Reduktion von Androstendion, katalysiert das Enzym Testosteron-17β-Dehydrogenase.
Bei Tieren, bei denen Mehrlingsgeburten die Regel sind, also auch den meisten Säugetieren, ist der adulte Testosteronspiegel maßgeblich von der Position der Föten im Uterus abhängig. In der Gebärmutter zwischen zwei Weibchen liegende Föten weisen später eine niedrigere Testosteronkonzentration auf als solche, die zwischen zwei männlichen Geschwistern liegen. Bei adulten Tieren zeigen sich infolgedessen sehr unterschiedliche Verhaltensmuster.

## Normwerte und Diagnostik
Der Testosteronspiegel im Blutserum eines gesunden Mannes unterliegt tageszeitlichen Schwankungen und folgt einer circadianen Rhythmik, wobei der Wert frühmorgens ein Maximum und nachmittags ein Minimum durchläuft. Abhängig vom Alter schwanken die Werte morgendlicher Konzentration des Gesamttestosterons dabei bei Jungen vor der Pubertät zwischen 1 und 4 nmol/l und nach Erreichen der Geschlechtsreife zwischen 13 und 23 nmol/l mit einem Mittelwert von etwa 16 für ältere Männer und etwa 18 für jüngere Männer. Der Normbereich liegt für alle Männer zwischen 12 und 40 nmol/l (12 und 30 nmol/l). Testosteronkonzentrationen bei Frauen variieren mit der Phase des Menstruationszyklus und dem Body-Mass-Index, was die Festlegung normaler Bereiche erschwert. Allgemein liegt der Normbereich allerdings etwa zwischen 0,4 und 2,0 nmol/L (12–58 ng/dL).
Es besteht offensichtlich eine Korrelation zwischen der Schlafdauer und dem Testosteronspiegel. So stieg in einer mit 800 gesunden Männern aller Altersstufen durchgeführten Studie der Testosteronspiegel mit zunehmender durchschnittlicher Schlafdauer (gemessen über drei Wochen) zuerst an, erreichte nach etwa acht Stunden einen Höhepunkt und fiel unmittelbar danach überraschenderweise wieder stark ab. Während der Anstieg mit einer vermehrten Hormonproduktion, die vor allem im Schlaf stattfindet, erklärt wird, ist der Abfall bisher noch ungeklärt.
Der Testosteronwert sinkt mit zunehmendem Lebensalter kontinuierlich ab. Dies allein hat zunächst keinen Krankheitswert. Erst wenn es zusätzlich zu Symptomen eines Testosteronmangels kommt (Hypogonadismus), ist eine Behandlung indiziert. Bei Vorliegen eines Hypogonadismus kann auch bei höheren Spiegeln eine Substitutionstherapie angezeigt sein.
Die häufigste Form des Testosteronmangels ist der altersassoziierte Hypogonadismus (Late-Onset Hypogonadism [LOH]) im sogenannten Klimakterium virile, von dem 3–7 % aller Männer zwischen 30 und 70 Jahren betroffen sind, bei über 70-jährigen sind es ca. 18 %. Testosteronmangel bei alternden Männern wird unter dem Begriff Testosteronmangelsyndrom bzw. dem englischen Fachbegriff partial androgen deficiency in the aging male (abgekürzt mit PADAMEs, PADAM) beschrieben. Eine Studie der Universität Manchester von 2010 stellt allerdings in Frage, ob die beklagten vielschichtigen Symptome überhaupt mit der Höhe des Testosteronspiegels korrelieren und ob eine Testosteronsubstitution ursächlich hilft. Zwischen den vermeintlichen Wechseljahresbeschwerden bei Männern in fortgeschrittenem Alter und einem niedrigen Testosteronspiegel konnten die Forscher keinen Zusammenhang feststellen.
Der Testosteronspiegel wird vorwiegend aus dem Blutserum bestimmt. Auf Grund der tageszeitlichen Schwankungen des Testosteronspiegels findet die Blutabnahme in den Morgenstunden statt. Die Bestimmung erfolgt meist per Immunassay-Methodik. Da diese bei niedrigen Testosteronwerten ungenaue Ergebnisse liefert, wird in einem solchen Fall eine Kombination aus Extraktion, chromatographischen Methoden und nachfolgender Immunoassay- oder massenspektrometrischer Bestimmung empfohlen. Flüssigchromatographie mit Massenspektrometrie-Kopplung ermöglicht die Messung verschiedener Steroide in derselben Probe.

## Haarausfall
Durch Enzyme wird wie alle Hormone auch das Testosteron ab- und umgebaut. Das dabei entstehende Dihydrotestosteron (DHT) ist die biologisch aktive Form von Testosteron. Bei Männern bewirkt dieses DHT einerseits ein gesteigertes Wachstum im Bartbereich andererseits die Vermehrung von Talgdrüsen auf dem Kopf. Die Vermehrung der Talgdrüsen führt im Kopfbereich nach und nach zu einer fortschreitenden Verkleinerung der Haarwurzeln und kann schließlich zum Ausfall der Kopfhaare führen. Eine weitere mögliche Ursache für Haarausfall stellt zusätzlich eine vererbte Überempfindlichkeit der Haarwurzeln gegenüber DHT dar (androgenetische Alopezie). Durch den normalen oder gegebenenfalls sogar erhöhten Anteil des männlichen Sexualhormons Testosteron und damit des daraus gebildeten DHT steigt bei beiden Ursachenkomponenten auch die Wahrscheinlichkeit, an Haarausfall besonders auf dem Kopf zu erkranken. Eine Behandlungsmöglichkeit besteht in Medikamenten zur Senkung des DHT-Spiegels.

## Testosteronersatztherapie

### Anlässe
Ein Testosteronmangel kann unter anderem zu Erektionsstörungen und Osteoporose führen. Eine Testosteronersatztherapie ist jedoch laut einer Cochrane-Review von 2024 nicht effektiv bei der Behebung von Erektionsstörungen.

### Ernährung
In Studien wurde festgestellt, dass starker Konsum von Alkohol die Testosteronwerte beim Menschen deutlich senken kann. Ein moderater Konsum, der z. B. dem Konsum von 1,5 Gläsern Wein entspricht, soll den Testosteronspiegel auch nur moderat um 7 % senken. Der Verzicht auf Alkohol soll dazu führen, dass wieder normale Mengen an Testosteron produziert werden können.

### Bei Behandlung von Transmännern
Bei Transidentität können Transmänner sich für die Einnahme von Testosteron entscheiden. Dies führt zu einer allgemeinen Vermännlichung mit entsprechender Gesichts- und Körperbehaarung, Veränderung der Fettverteilung, Muskelaufbau und einer wahrnehmbaren Veränderung der Stimmlage.

### Kostenübernahme durch die Krankenkasse
Die österreichische Krankenkasse ÖGK übernimmt die Kosten für die Behandlung mit Testevan Transdermal Gel nur, falls kein partielles Androgendefizit des alternden Mannes (PADAM) vorliegt, also nur bei angeborenen oder erworbenen Erkrankungen, aber nicht als Alterserscheinung.

## Testosteron als Dopingmittel
Manche Bodybuilder sowie Ausdauersportler verwenden Testosteron als Dopingmittel, um ihren Muskelaufbau zu beschleunigen oder die natürliche Leistungsgrenze zu überwinden. Dabei besteht aber die Gefahr, eine überhöhte Dosis zu verwenden, die zu ernsthaften, womöglich dauerhaften urologischen Problemen führen kann. Gebräuchlich sind synthetische Testosterone in Form kurzkettiger (Propionat), mittelkettiger (Enanthat/Cypionat) und langkettiger Ester (Undecanoat, Buciclat), wobei der größte Teil über den Schwarzmarkt bezogen wird. Bei diesen Produkten besteht unter anderem die Gefahr der Verunreinigung, der falschen Dosierungen und der Leberschädigung.

### Nebenwirkungen
Mögliche Nebenwirkungen, vor allem bei Zufuhr synthetischer Testosterone und Verwendung hoher Dosen, sind:
- Leber- und Nierentumorbildung
- Schädigung des Herzmuskels
- Herzrhythmusstörungen
- Schädigung des Herz-Kreislauf-Systems
- Störung des Fettstoffwechsels, der Blutgerinnung und des Gefäßsystems
- Zyklusstörungen bis hin zum Ausbleiben der Menstruation
- Missbildung des ungeborenen Kindes im Mutterleib während der Schwangerschaft
- Ablagerungen an den Gefäßwänden
- Erhöhung der Cholesterinwerte
- Arteriosklerose
- Blutgerinnsel im Gehirn/Schlaganfall
- Thrombosegefahr
- Gynäkomastie (Anschwellen der Brustdrüsen beim Mann) durch Aromatisation
- Vergröberung der Gesichtszüge, insbesondere Wachstum des Kinns
- Beschleunigte Skelettreife
- Veränderung der Schilddrüsenfunktion
- Zunahme des Unterhautfettgewebes und Wassereinlagerung im Gewebe durch Aromatisation
- Vergrößerung der Talgdrüsen der Haut
- Ausbildung von normaler Akne und „Steroid-Akne“
- Veränderung des Haarverteilungsmusters (z. B. Haupthaarausfall und Vermehrung der Körperbehaarung)
- Gefühlsschwankungen
- Negative Gedächtnisleistung und Konzentrationsfähigkeit
- Psychische Erkrankungen (z. B. Depression)
- Abnahme des Hodenvolumens und der Spermienzahl (nicht immer ganz reversibel)
- Dauerhafte Klitorishypertrophie, die meist nicht mehr reversibel ist
- Schwächung des Immunsystems[56][57][58][59]

## Testosteronderivate
- Clostebol
- Boldenon
- Methyltestosteron
- Dehydrochlormethyltestosteron
- Stanozolol

## Handelsnamen
Monopräparate

Andriol (A, CH), Androgel (A), Androtop (D), Intrinsa (D, A), Livensa (A), Nebido (D, A, CH), Testavan (D, A), Testogel (D, A, CH), Testotop (D), Testoviron (CH), Tostran (D, A, CH)